# 札幌市立北陽中学校
札幌市立北陽中学校（さっぽろしりつ ほくようちゅうがっこう）は、札幌市北区北34条西7丁目にある公立中学校。

## 沿革
- 1963年 - 開校（札幌市立新琴似中学校から64名、札幌市立北栄中学校から593名、他2名）
- 1965年 - 校旗・校歌制定
- 1972年 - 開校10周年記念研究大会
- 1981年 - プール屋上設置
- 1985年 - 新校舎完成

## 教育目標
- 豊かに拓く
- 助け合う人（徳育） 互いに人格を尊重し、進んでみんなのために努める人
- 根気強い人（徳育） 使命と責任を自覚し、何事も根気強く実行する人
- きたえる人（体育・徳育） 心情を豊かに育て、強い身体にきたえる人
- 考える人（知育） 深く考え、積極的に学ぶ人

## 校歌
- 作詞・小山金二
- 作曲・永山傑

## 校木
- プラタナス

## 主な行事
- 4月 - 入学式
- 7月 - 陸上競技大会
- 9月 - 学校祭
- 10月 - 合唱コンクール
- 3月 - 卒業式

## 部活動の活躍

### 吹奏楽部
- 全日本リコーダコンテスト(合奏)
  - 2012年：金賞・花村賞
  - 2013年：金賞
  - 2014年：金賞・花村賞(3年連続金賞)

- 吹奏楽コンクール北海道支部札幌地区予選
  - 2010年：B編成 銅賞
  - 2012年：B編成 銀賞
  - 2014年：C編成 金賞 代表
  - 2015年：C編成 金賞 代表
  - 2016年：C編成 金賞 代表
  - 2017年：A編成 銀賞
  - 2018年：B編成 金賞
  - 2019年：A編成 銀賞

- 北海道吹奏楽コンクール
  - 2014年：C編成 金賞 代表
  - 2015年：C編成 金賞 代表
  - 2016年：C編成 金賞 代表

- 東日本学校吹奏楽大会
  - 2012年：B編成 銀賞
  - 2014年：C編成 金賞
  - 2015年：C編成 金賞
  - 2016年：C編成 銅賞

### 合唱部
- Nコン 全国コンクール
  - 2015年：優良賞

- 全日本合唱コンクール 全国大会(混声)
  - 2005年：銅賞
  - 2010年：銀賞
  - 2012年：銀賞
  - 2014年：銅賞
  - 2015年：銀賞

### 男子バスケットボール部
- 中体連 全国大会
  - 2009年：優勝
  - 2017年 : 初戦敗退

### バドミントン部
- 中体連 全道大会
  - 1998年 : ベスト８
  - 2022年 : 出場

## 校区
以下の小学校の通学区域。
- 札幌市立北陽小学校
- 札幌市立新陽小学校の一部
- 札幌市立和光小学校

北区
- 北21条西12丁目～13丁目
- 北22条西12丁目～13丁目
- 北23条西12丁目～14丁目
- 北24条西12丁目～14丁目
- 北25条西12丁目～13丁目
- 北26条西12丁目
- 北27条西9丁目（4番～5番）
- 北27条西10丁目～16丁目
- 北28条西9丁目～15丁目
- 北29条西2丁目～15丁目
- 北30条西2丁目～14丁目
- 北31条西2丁目～14丁目
- 北32条西2丁目～13丁目
- 北33条西2丁目～12丁目
- 北34条西2丁目～11丁目
- 北35条西2丁目～10丁目
- 北36条西2丁目～10丁目
- 北37条西2丁目～9丁目
- 北38条西2丁目～8丁目
- 北39条西3丁目～4丁目
- 北40条西4丁目

※上記区域のうち、下記の区域は札幌市立北辰中学校と選択できる指定変更区域。
- 北21条西13丁目

## 主な卒業生
- 小田桐寛之 - トロンボーン奏者・東京都交響楽団所属
- 熊川哲也 - バレエダンサー
- 佐藤のりゆき - 元ニュースキャスター
- 里谷多英 - モーグル・フジテレビ職員
- 山田満夫 - プロサッカー選手・松本山雅FC所属
- 佐野正幸 - スポーツ作家
- 椎名恵 - 歌手
- 白取祐司 - 法学者・元北海道大学法科大学院長
- 藤堂志津子 - 作家
- 浜田毅 - 撮影監督
- 舟津宜史 - 元日本テレビアナウンサー、現同社編成局編成部所属

## アクセス
- 札幌市営地下鉄南北線北34条駅下車、徒歩7分